# Coptochirus brachypterus
Coptochirus brachypterus är en skalbaggsart som beskrevs av Edgar von Harold 1868. Coptochirus brachypterus ingår i släktet Coptochirus och familjen Aphodiidae. Inga underarter finns listade i Catalogue of Life.